# Collection manager

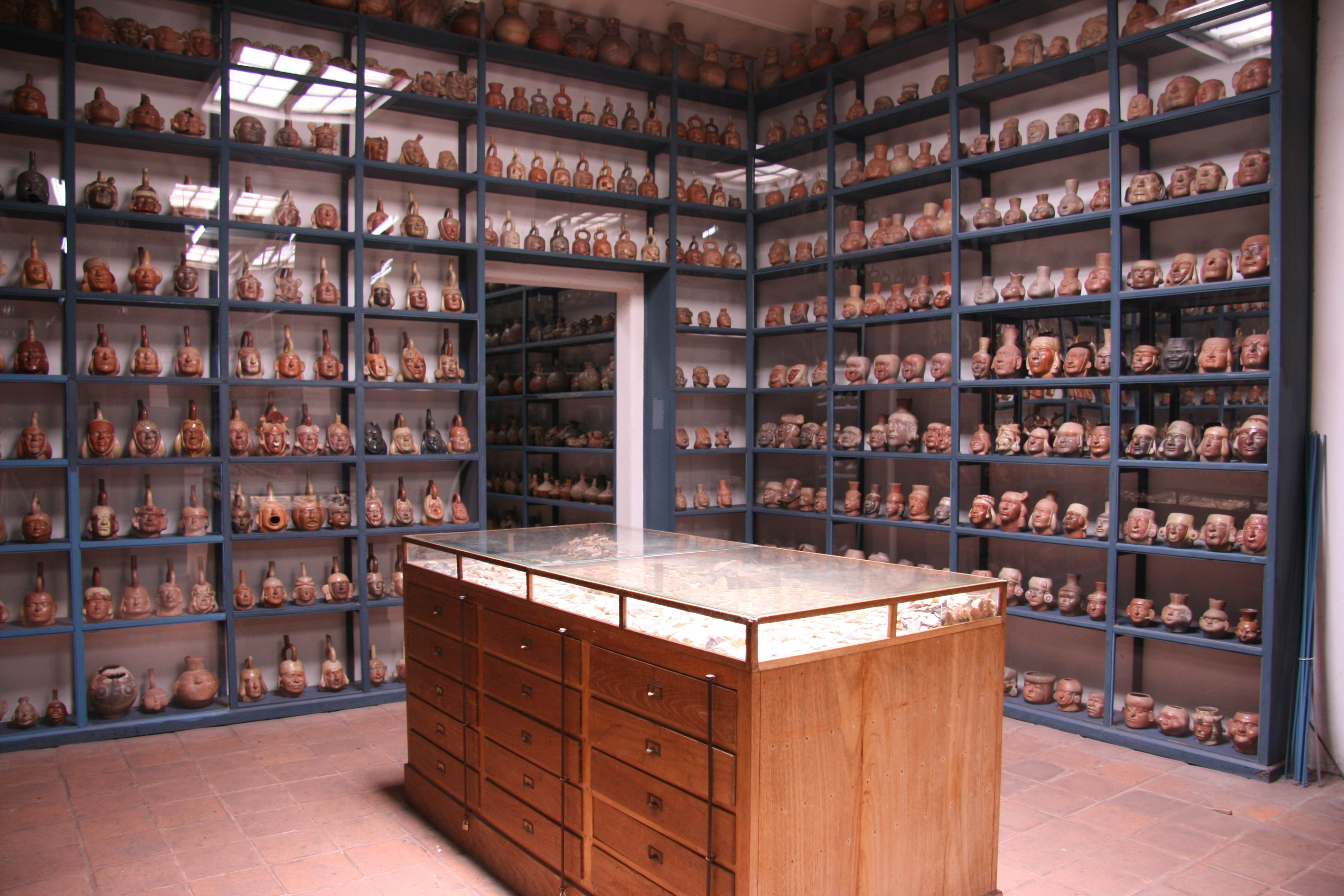
Deposito di ceramiche peruviane al Museo Larco.

Un collection manager garantisce la cura e la conservazione adeguate degli oggetti all'interno di istituzioni culturali come musei, biblioteche e archivi. I collection manager, insieme ai registrar, ai curatori e ai conservatori, svolgono un ruolo importante nella cura delle collezioni. I collection manager e i registrar sono due ruoli distinti che spesso vengono combinati in uno solo all'interno delle istituzioni culturali di piccole e medie dimensioni. I collection manager possono essere presenti nei grandi musei e in quelli con un focus sulla storia e sulla storia naturale le cui diverse collezioni richiedono una valutazione esperta per ordinare, catalogare e archiviare correttamente i manufatti. Un collection manager può supervisionare il registrar, l'archivista, il curatore, il fotografo o altri professionisti e può assumersi le responsabilità di questi ruoli in loro assenza all'interno di un'organizzazione.

## Differenze tra collection manager e registrar
I collection manager sono responsabili della conservazione a lungo termine delle collezioni. Supervisionano la cura fisica degli oggetti e formano la componente pratica di risoluzione dei problemi di un team di riscossione. I collection manager lavorano in collaborazione con i registrar, che sono orientati ai documenti e responsabili della gestione del rischio della collezione. I registrar conservano rapporti sulle strutture, contratti e documenti legali associati ad acquisizioni, inventario, prestiti in entrata e in uscita, spedizioni e assicurazioni. Devono mantenersi aggiornati con le normative e le procedure nazionali e internazionali mentre lavorano con agenti e intermediari doganali per acquisire sicurezza, permessi doganali, copertura assicurativa, indennità governativa e richieste di immunità da sequestro giudiziario.

## Responsabilità e doveri
I collection manager lavorano in collaborazione con curatori, conservatori, registrar, gestori di opere d'arte, allestitori di mostre, gestori di strutture, sicurezza e addetti all'igiene. Sono responsabili di stabilire e mantenere elevati standard di cura delle collezioni, dall'acquisizione alla conservazione fino all'esposizione. A seconda dell'istituzione, i collection manager possono essere incaricati di elaborare un budget dipartimentale, fornire proiezioni di spesa e, se necessario, raccogliere fondi sotto forma di sovvenzione.
- Acquisizione: durante l'esame dell'acquisizione, il collection manager deve ricercare l'oggetto, determinarne l'idoneità all'interno della collezione, assicurarsi che ci siano risorse disponibili per la sua cura e, in assenza di un registrar, stabilire la provenienza dell'oggetto. Una volta acquisito, il collection manager avvia il processo di adesione esaminando attentamente l'oggetto e classificandolo in base alle specifiche linee guida dell'ente. I termini di classificazione provengono da un sistema ordinato di categorie e possono variare da un'istituzione all'altra. Lo scopo della classificazione è fornire ordine all'interno di una collezione raggruppando oggetti con caratteristiche simili come forma, materiale, funzione, uso o contesto sociale. All'oggetto viene quindi assegnato un numero identificativo univoco, collegandolo a tutti i record correlati. Successivamente, l'oggetto viene attentamente misurato, fotografato e descritto in un rapporto dettagliato sulle condizioni.
- Cura degli oggetti: la cura adeguata delle collezioni, o conservazione preventiva, è fondamentale per il benessere degli oggetti evitando e minimizzando il deterioramento e la perdita[6]. I collection manager sono responsabili della corretta gestione degli oggetti e dell'istruzione/supervisione di altri membri del personale, ricercatori, stagisti e volontari sulle procedure corrette. Monitorano le condizioni e l'ambiente degli oggetti in deposito e in mostra, ruotando gli oggetti sensibili fuori dall'esposizione secondo necessità. I collection manager puliscono e stabilizzano gli oggetti, selezionano le forniture d'archivio appropriate, preparano gli oggetti per lo stoccaggio e l'esposizione e li imballano ed etichettano per il prestito. I collection manager progettano e preparano anche allestimenti per oggetti delicati in mostra e in deposito. Nel tentativo di utilizzare al meglio lo spazio di archiviazione, i collection manager potrebbero dover ricollocare e ricollocare gli oggetti all'interno e tra le strutture del museo, monitorando e documentando attentamente tutti i movimenti degli oggetti.
- Inventario: una responsabilità chiave dei collection manager è eseguire un inventario dettagliato di tutti gli articoli della loro collezione[7]. A seconda della politica di gestione delle collezioni dell'istituzione, è possibile effettuare un inventario completo ogni 5-10 anni, con inventari puntuali eseguiti ogni anno.
- Esposizione: su richiesta dei curatori o delle istituzioni richiedenti, il collection manager recupera gli oggetti dal deposito e li esamina per una potenziale esposizione o prestito a titolo oneroso. Dopo un attento esame e un confronto con i rapporti sulle condizioni precedenti, viene presa una decisione in merito alle condizioni attuali dell'oggetto, al livello di fragilità, ai requisiti speciali di esposizione o spedizione e/o alla necessità di conservazione. Una volta che gli oggetti sono stati autorizzati per l'esposizione o il prestito, il collection manager li pulisce, li stabilizza e ne garantisce la sicurezza monitorando e/o assistendo nell'installazione e nella disinstallazione della mostra. I collection manager possono anche essere incaricati dell'interpretazione e della selezione dei casi.
- Gestione del database: i collection manager sono responsabili della documentazione delle informazioni sugli oggetti nel sistema di gestione del database della propria istituzione. Il corretto inserimento e mantenimento di queste informazioni è fondamentale. Secondo il National Park Service, "le informazioni contenute nei registri del catalogo possono essere importanti quanto gli oggetti stessi"[8]. La quantità minima di informazioni inserite nel database dovrebbe essere il numero di catalogo, il numero di adesione, la natura dell'adesione (ad esempio regalo, acquisto), provenienza, nome dell'oggetto, classificazione, materiali, dimensioni, condizioni e ubicazione attuale. Le istituzioni utilizzano le informazioni del catalogo per gestire le proprie collezioni, facilitare le comunicazioni interdipartimentali e rendere le collezioni disponibili ai ricercatori e al pubblico[9]. Il software di gestione delle collezioni museali è determinato dalle dimensioni, dal tipo di collezione e dal budget dell'istituzione.
- Controllo ambientale: polvere, parassiti, esposizione alla luce, estremi e/o fluttuazioni di temperatura e umidità relativa possono influenzare negativamente gli oggetti. Il collection manager, in collaborazione con il responsabile della struttura, è responsabile del monitoraggio dei controlli ambientali, dell'istituzione e del mantenimento di un sistema integrato di gestione dei parassiti, del coordinamento di una routine di pulizia e della garanzia della sicurezza di tutti gli oggetti all'interno dell'edificio.
- Politica di gestione delle collezioni: i collection manager aiutano a scrivere e aggiornare le politiche di cura delle collezioni. La collezione di un'istituzione è la sua risorsa più grande. In quanto tali, hanno l’obbligo legale, etico e fiduciario di provvedere alla sua custodia. "La politica di gestione delle collezioni è una dichiarazione scritta dettagliata che spiega perché un museo è in funzione e come svolge la sua attività[10]." La politica di gestione della collezione guida il processo decisionale di un'istituzione e copre una serie di argomenti tra cui obiettivi della collezione, metodi di acquisizione e smaltimento degli oggetti, politiche di prestito in entrata/uscita, cura, controllo e accesso agli oggetti, procedure assicurative e tenuta dei registri. Alcune istituzioni assegnano anche la responsabilità della gestione delle emergenze (pianificazione dei disastri) ai collection manager[7].

## Conoscenze, abilità e competenze
Esistono competenze, abilità e aree di conoscenza specifiche necessarie per i collection manager. Essi devono essere esperti nella gestione degli oggetti, in grado di identificare accuratamente oggetti, manufatti ed esemplari all'interno della collezione della propria istituzione e avere conoscenza dei metodi e delle procedure di conservazione preventiva. È essenziale che i collection manager siano istruiti sull’organizzazione, disposizione e nomenclatura di oggetti, manufatti ed esemplari nel loro campo di interesse. Devono anche essere informati sui software di gestione delle collezioni per la catalogazione e la tenuta dei registri.

## Istruzione e formazione (esperienza)
La maggior parte delle istituzioni richiede che i collection manager abbiano una laurea nella loro area di specializzazione come arte, storia o archeologia. Secondo il Bureau of Labor and Statistics, dal 2012 al 2022 archivisti, curatori e lavoratori dei musei "dovrebbero aspettarsi una concorrenza molto forte per i posti di lavoro" con un tasso di crescita previsto solo dell'11%. In questo campo competitivo, è preferibile un master nell'area di interesse dell'istituzione, studi museali o scienze bibliotecarie/dell'informazione.
Stage e lavoro di volontariato in biblioteche, musei e archivi sono il modo migliore per acquisire esperienza pratica nella gestione delle collezioni. Sia retribuito che non retribuito, l'esperienza con la gestione di oggetti/artefatti, l'elaborazione, la catalogazione, la conservazione, l'imballaggio, lo stoccaggio, l'inventario, la fabbricazione e il software di gestione delle collezioni è essenziale. L'esperienza o la formazione nella conservazione costituirebbero un ulteriore vantaggio, soprattutto per i piccoli musei con risorse limitate.